# Giuseppe Emili
Giuseppe Emili (Petrella Salto, 24 maggio 1942 – Rieti, 9 giugno 2025) è stato un politico italiano, sindaco di Rieti dal 2002 al 2012.

## Biografia
Diplomatosi al Liceo Classico Marco Terenzio Varrone di Rieti, insegnò all'Istituto professionale per l'industria Ezio Vanoni di Rieti e successivamente fu dirigente dell'ente nazionale di assistenza sociale.
Fu dirigente del sindacato CISNAL, membro del CO.RE.CO. e del consiglio di amministrazione dell'Istituto Autonomo Case Popolari. Nel 1976 fu eletto consigliere comunale di Rieti. Dal 1996 al 2002 fu assessore nelle giunte guidate dal sindaco Antonio Cicchetti.
Alle elezioni amministrative del 26 maggio 2002 ricevette il 53,9% dei voti e fu eletto sindaco di Rieti al primo turno, sconfiggendo il candidato dell'Ulivo Andrea Ferroni.
Nel suo primo mandato portò avanti interventi a contrasto della povertà con l'erogazione di contributi per il pagamento degli affitti e di borse lavoro, la stabilizzazione di tutti i lavoratori socialmente utili (LSU) del comune e la riduzione delle imposte comunali. Avviò vari interventi di riqualificazione della città come il restauro del Teatro Flavio Vespasiano, il rifacimento della rotatoria e dei giardini di Piazza Marconi, il rifacimento dei marciapiedi di viale Maraini e dell'asfalto nella piazza della stazione ferroviaria, portò a conclusione il rifacimento della pavimentazione delle piazze Oberdan e Mazzini e la costruzione sotto di esse di un parcheggio sotterraneo di 281 posti (avviati dalla precedente giunta Cicchetti), la riqualificazione di Villa Reatina (contratto di quartiere II). Per quanto riguarda gli impianti sportivi realizzò la costruzione del bocciodromo e la ristrutturazione delle due piscine comunali.
Alle elezioni amministrative del maggio 2007 venne rieletto sindaco, vincendo al primo turno con il 52,14% dei voti contro il candidato dell'Unione Gaetano Papalia.
Nel corso del suo secondo mandato furono installati varchi elettronici per il monitoraggio degli accessi alla ZTL del centro storico.
Alle elezioni amministrative del maggio 2012, in rotta con il centrodestra, lanciò la candidatura a sindaco del nipote Antonio Emili per La Destra, senza esito.
Il suo mandato terminò il 21 maggio 2012. Al suo insediamento, il suo successore Simone Petrangeli trovò l'ente in uno stato finanziario di predissesto, con un debito sfiorante i 100 milioni di euro, costringendo la nuova amministrazione ad elaborare un piano di rientro con il Ministero dell'Interno e la Corte dei Conti per scongiurare il commissariamento. Nei mesi successivi furono arrestati due alti dirigenti comunali con l'accusa di concorso in peculato; nel 2014 la Guardia di Finanza notificò ad Emili e a vari dirigenti comunali un danno erariale ipotizzato di 30 milioni di euro perquisendo la casa dell'ex sindaco, che nel 2016 venne però prosciolto.
Morì a Rieti il 9 giugno 2025 all'età di 83 anni.